# Monastero di San Pietro in Ciel d'Oro
Il monastero di San Pietro in Ciel d'Oro di Pavia, situato accanto alla omonima basilica, fu uno dei più importanti monasteri maschili di Pavia.
Accanto alla basilica di San Pietro in Ciel d'Oro, dopo che essa aveva accolto le spoglie di sant'Agostino, fu fondato un monastero maschile.
La tradizione vuole che la basilica sia stata fondata dal re longobardo Liutprando per ospitare le spoglie di sant'Agostino, comprate in Sardegna da pirati saraceni, che le avevano trafugate da Ippona e poi portate in Algeria.

## Storia
Il monastero controllava ampi territori sia nel pavese che nel piacentino, in Piemonte ed in Liguria.
Nella scuola del monastero famosa per il suo prestigio vi si formò come monaco Paolo Diacono, che divenne storico e poeta dei Longobardi, scrivendone la storia; ma anche Carlo Magno si avvarrà dello storico.
Esso sorgeva sul lato sinistro della basilica, affacciandosi anche sul lato settentrionale della piazza antistante. Era un complesso imponente, dove trovarono ospitalità re e imperatori quando risiedevano a Pavia.
Era esente dalla giurisdizione vescovile, e possedeva (grazie a cospicue donazioni da parte di molti Imperatori) la proprietà e i diritti signorili su molte terre, a Lardirago e Villanterio (località su cui il monastero esercitava la giurisdizione signorile), Pavone (Pietra Marazzi), Voghera e Casei Gerola, e altre nel Lodigiano, nel Milanese e persino in Toscana e nell'attuale Svizzera.
Nel 1213 avvenne un fatto increscioso: l'abate del monastero fu ucciso da alcuni monaci; il papa Onorio III decise di sopprimere dunque il monastero, che fu trasformato in canonica e affidato ai canonici regolari di Santa Croce di Mortara. La canonica ereditò le terre e i diritti signorili che aveva posseduto il monastero.
Poco più tardi il papa Giovanni XXII affiancò a questi i padri  eremitani di Sant'Agostino, o agostiniani, com'era giusto per la chiesa che conteneva la preziosa reliquia del patrono di questo ordine. Inizialmente le due corporazioni religiose vissero nello stesso edificio, ma successivamente, per sanare i contrasti che questa situazione provocava, gli agostininiani eressero un loro convento dal lato opposto della basilica (1332), affacciato sul lato orientale della piazza omonima. Questo convento, oltre a condividere la basilica con i canonici, aveva anche una propria chiesa dedicata alla Vergine.
Nel 1465 la carica di abate della canonica fu dato in commenda; nel 1509 i canonici regolari furono uniti all'ordine Lateranense. Tra lateranensi ed agostiniani esistevano ancora dei dissapori circa l'uso e l'officiatura della basilica: solo nel 1635 si giunse alla convenzione che gli agostiniani utilizzassero la navata destra, i lateranensi quella sinistra; l'altare maggiore e il coro rimanevano in comune e nell'officiatura i due ordini si alternavano mensilmente.
I canonici lateranensi furono soppressi nel 1781; per alcuni anni la canonica, posta alla sinistra della basilica, fu affidata ai francescani, ma nel 1799 il locale fu confiscato, destinato ad usi diversi. Attualmente lo stabile appartiene al Genio militare. A loro volta gli agostiniani furono allontanati dal loro convento nel 1785, e vi subentrarono i domenicani, ma anche questo stabile nel 1799 fu confiscato, in parte demolito e in parte venduto a privati.
Dopo il riscatto, il restauro e la riconsacrazione della basilica, attuati all'inizio del XX secolo, anche il convento agostiniano è ritornato all'antico uso, ed è sede dei padri agostiniani dell'Ordine di sant'Agostino di Pavia.

## Altri fatti notevoli
- Il 29 giugno 743 papa Zaccaria tenne presso la basilica del monastero una funzione con l'intento di giungere a un pacifico componimento con il re longobardo Liutprando.
- Nel 997 fu visitata da papa Gregorio V.
- Nel 1020 si tenne un altro concilio a cui fu presente l'arcivescovo di Milano Ariberto da Intimiano, inventore nel 1038 del Carroccio.
- Nel 1349, Santa Brigida di Svezia, mentre era in pellegrinaggio verso Roma, si fermò a Pavia per venerare le reliquie di Sant'Agostino a San Pietro in Ciel d'Oro.
- Nel 2007 la basilica fu visitata da papa Benedetto XVI.[2]